# Newnan
Newnan – miasto w Stanach Zjednoczonych, w stanie Georgia, siedziba administracyjna hrabstwa Coweta. Należy do obszaru metropolitalnego Atlanty. Według spisu w 2020 roku liczy 42,5 tys. mieszkańców, w tym 34% stanowili Afroamerykanie.
We wczesnych godzinach porannych 26 marca 2021 w miasto uderzyło gwałtowne tornado o sile EF4, które spowodowało znaczne uszkodzenia strukturalne i pośrednio zabiło jedną osobę. 